# Чорні піски

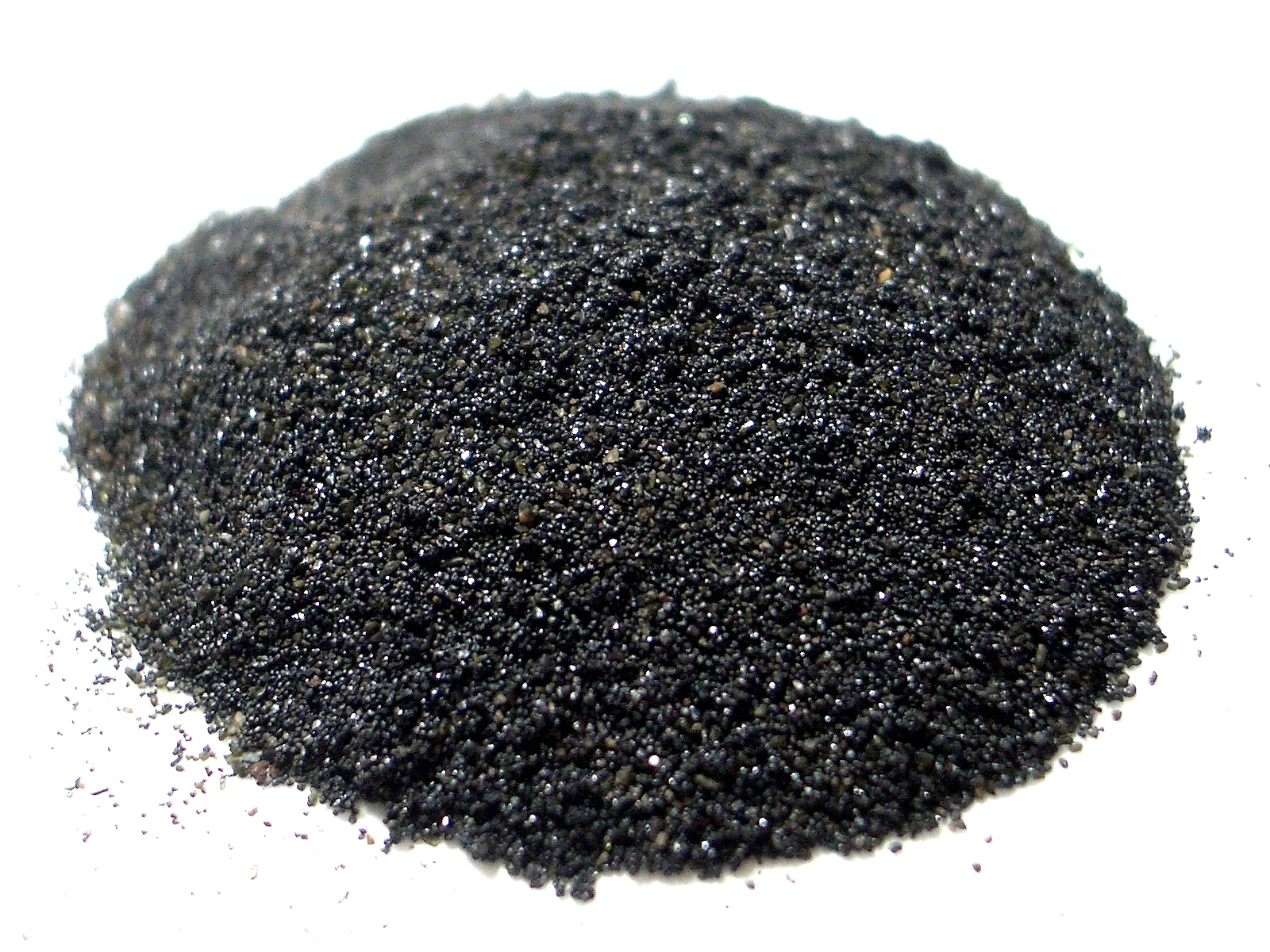
Чорні піски.

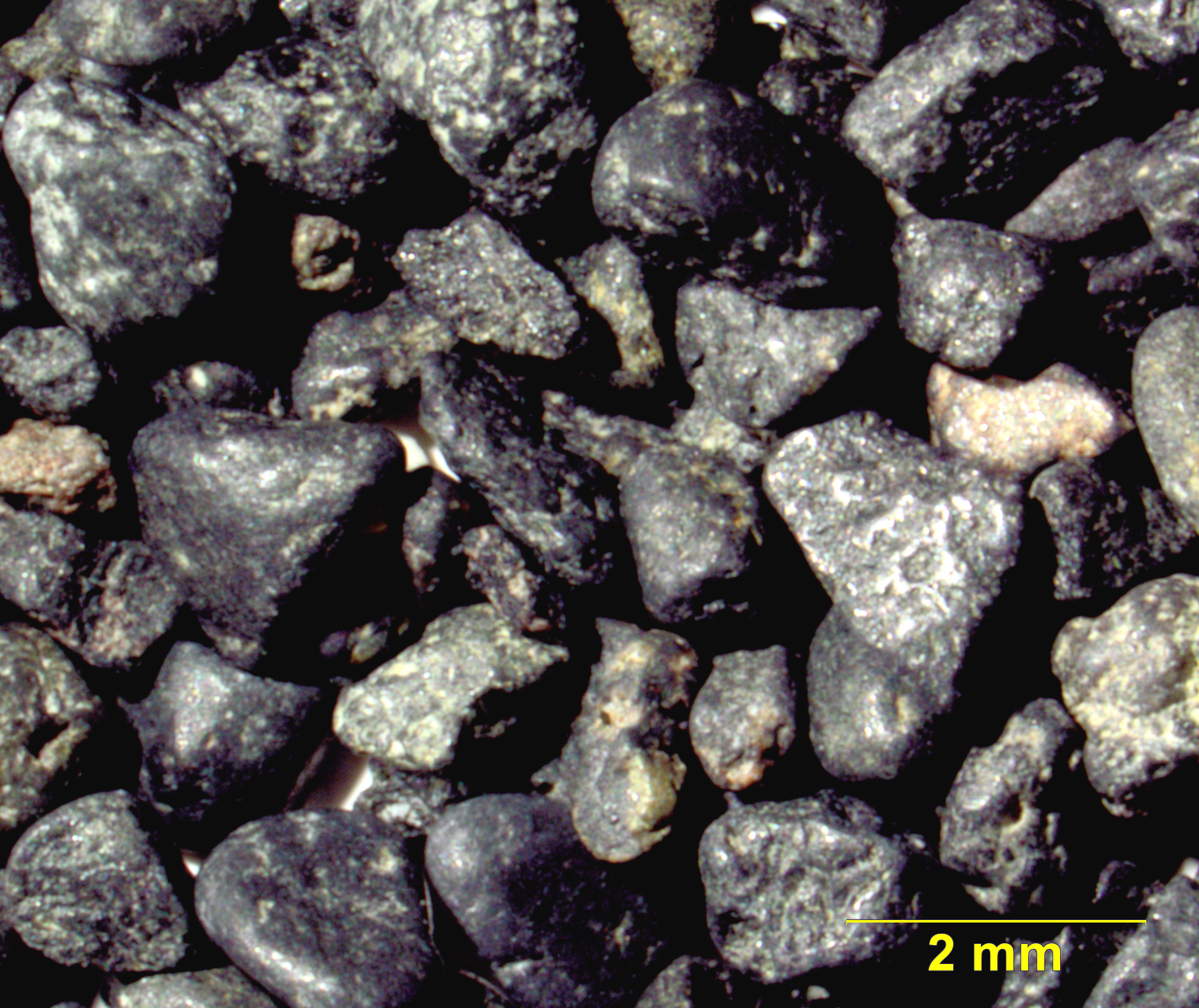
Чорні піски. Мауї, Гаваї

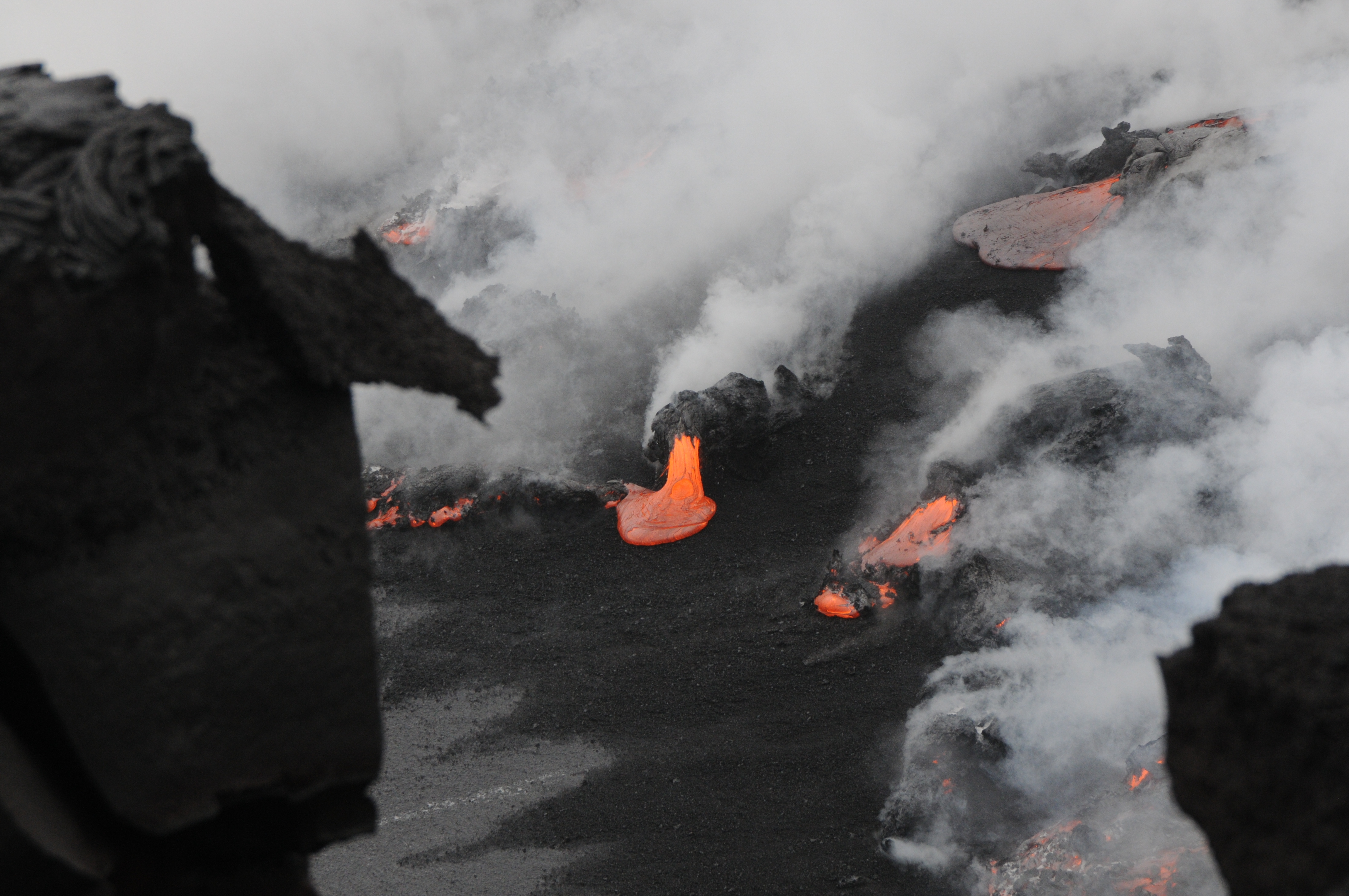
Формування чорних пісків з вулканічної лави. Кілауеа.

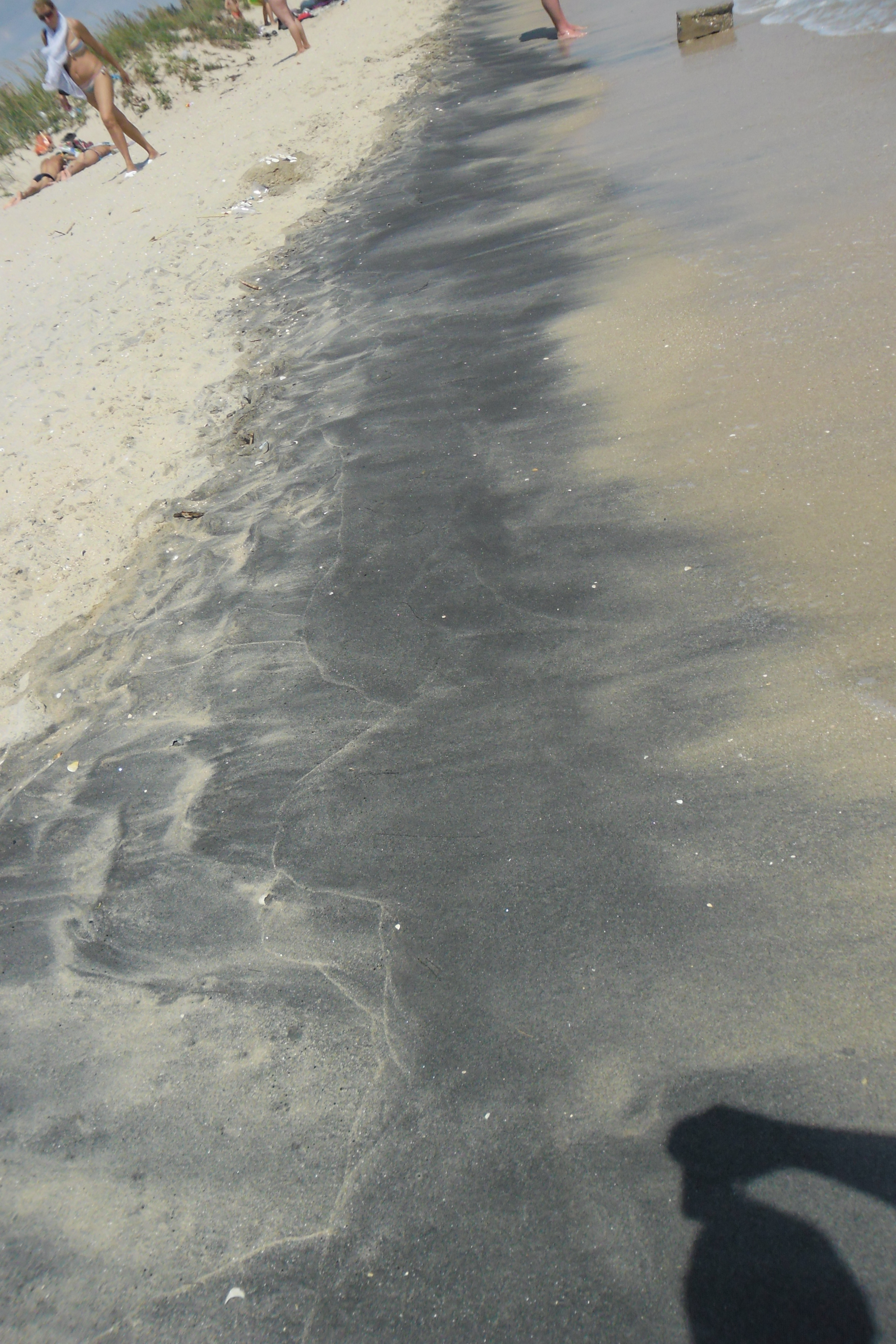
Чорні піски Азовського моря. 2014 р.

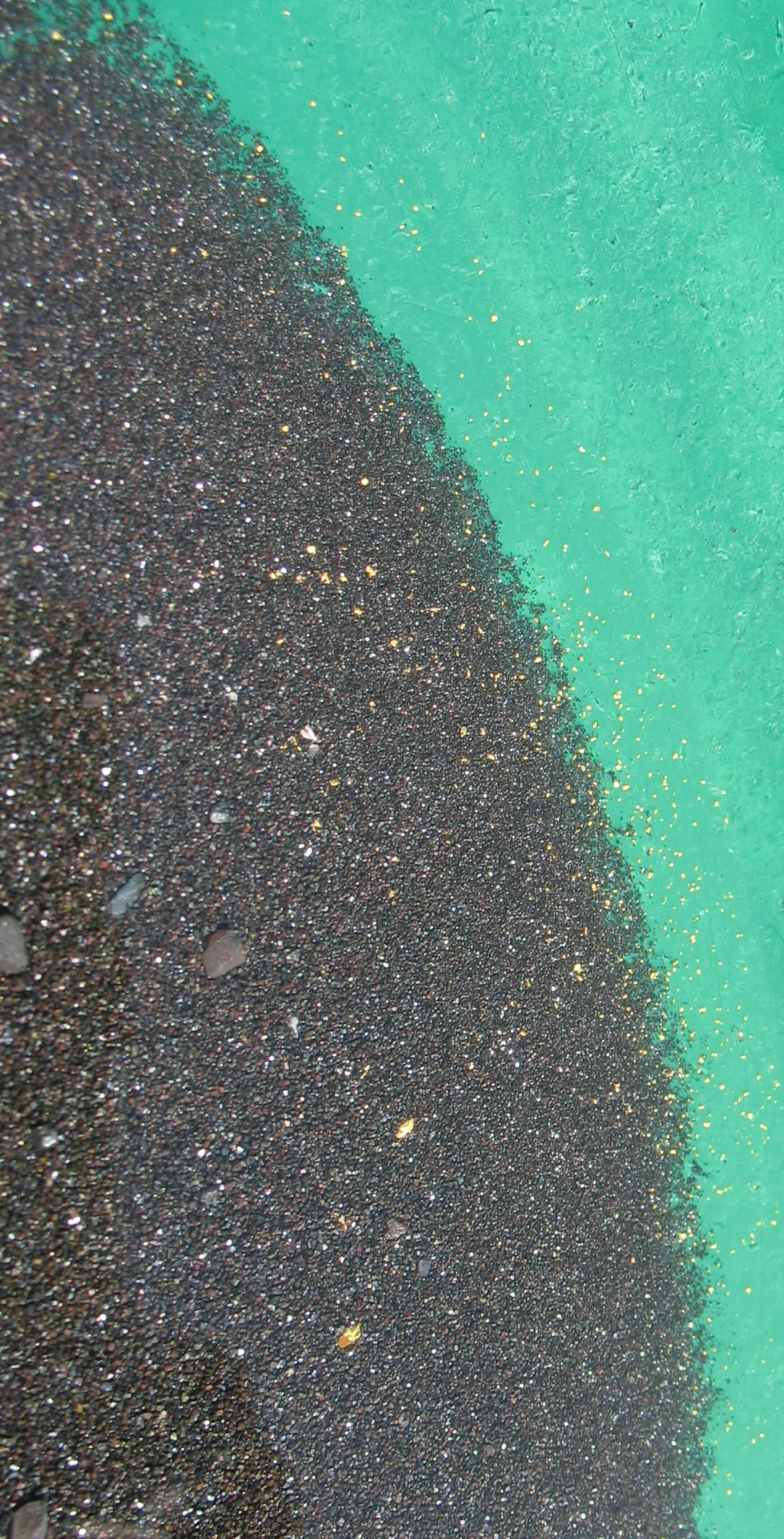
Концентрат чорних пісків.

«Чорні піски» — піски, що містять значну частку продуктів подрібнення темноколірних мінералів, таких як гематит, ільменіт, магнетит, монацит тощо. Такі піски утворюють розсипні родовища.

## Загальний опис
В чорних пісках виявлено понад 50 різних мінералів, багато рідкісноземельних елементів.
Особливе місце займають радіоактивні чорні піски, що містять природні радіонукліди, в першу чергу торій, уран та продукти їх розпаду. Чорні радіоактивні піски виявлені на узбережжях морів та океанів Індії, Бразилії, Шрі-Ланки, Росії. В Україні вони зустрічаються на Азовському та Чорному морях. Зовні це проявляється наявністю на піщаних пляжах плям та смуг чорного кольору, що відрізняються від забруднень і нанесень водоростей характерним металічним блиском.
Чорні радіоактивні піски містять мінерал монацит — безводний фосфат елементів церієвої групи, головним чином церію і лантану (Ce, La)PO4, які заміщаються торієм. Розсипи «чорних пісків», що знаходяться на суші, як правило, не вносять істотної зміни в радіаційну обстановку, що склалася. А ось родовища монациту, котрі знаходяться у прибережній смузі Азовського моря (в межах Донецької області), створюють ряд проблем, особливо з настанням купального сезону.
Річ у тому, що в результаті морського припливу за осінньо-весняний період на узбережжі в результаті природної флотації накопичується значна кількість «чорного піску» з істотним вмістом торію-232 (до 15-20 тис. Бк/кг і вище), який створює на локальних ділянках рівні гамма-випромінювання понад 300 мкР/год. Природно, відпочивати на таких ділянках ризиковано, тому щорічно проводиться збір цього піску, виставляються застережні знаки, закриваються окремі ділянки узбережжя.
За основною версією причиною, що сприяє винесенню та появі «чорного піску» на узбережжі, можливо, є той факт, що в фарватері Маріупольського морського порту постійно працюють земснаряди з розчищення судноплавного каналу, хоча офіційна влада це заперечує.
| Мінерал                                                                              | Промислові компоненти                                  | Основні райони поширення | Примітки |
| Аланіт (ортит) (Са, Се, La)2 (Al, Fe, Mg)3 (SIO4)3OH з U, Th, Be                     | Рідкісноземельні елементи і торій                      | Східна Гренландія, Північна Італія, США (Айдахо), арктичні підводні поклади. В Україні є у Приазов'ї. | Акцесорний мінерал у глибинних породах і пегматитах, магматичних породах, вулканітах і залізних рудах.                                      |
| Алмаз, С                                                                             | Абразиви і різальні матеріали, дорого- цінні камені    | Африка (Танзанія, ПАР, Зімбабве, Ангола, Намібія, Конго, Гана, Гвінея, Кот-д'Івуар, Ліберія, Сьєрра-Леоне), Гаяна, Індія, Індонезія, Венесуела, Республіка Саха. | Ультраосновні породи, розсипи. |
| Анатаз (октаедрит) TiO2                                                              | Титан                                                  | Пісковики Великої Британії, Швейцарії, Франції, Шрі-Ланки та Бразилії; чорні піски в багатьох районах | Акцесорний мінерал у магматичних та метаморфічних породах, іноді в пегматитах, розсипах.                                                    |
| Баделеїт ZrO2 (деяка кількість Fe і HfO2)                                            | Цирконій і гафній                                      | Шрі-Ланка, Бразилія, Швеція і Конго (Кіншаса) | Акцесорний мінерал у магнетитових піроксенітах; є в уламкових мінералах, прибережно-морських титаноцирконієвих розсипах.                    |
| Бастнезит 6[(Ce, La)FCO3]. (присутні U, Th)                                          | Рідкісні землі                                         | Урал, золотоносні піски. Найбільше родовище — Маунтін-Пасс (США). | Зустрічається в гідротермальних родовищах. Уламковий мінерал.                                                                               |
| Берил Al2Be3[Si6O18].                                                                | Берилій, дорогоцінні камені                            | Шрі-Ланка. Бразилія, Колумбія, ПАР, Ірландія, Канада, США. Найбільш відомі пегматитові родовища берилу: Бернік-Лейк (Канада), Блек-Гілс (США), Мінас-Жерайс, Боа-Вісту (Бразилія). В Україні — Приазов'я.                                                                                             | Зустрічається у гранітних пегматитах, ґрейзенах і гідротермально-пневматолітових жилах, зв'язаний з кислими виверженими гірськими породами. |
| Бертрандит Be4Si2O7(OH)2                                                             | Берилій                                                | Чехія, Норвегія, . США (Мен) | Гідротермальні берилієві родовища, пегматити.                                                                                               |
| Бетафіт (U, Ca)2 (Nb, Та, Ti)2O6(OH)                                                 | Ніобій-тантал (?)                                      | Мадагаскар, в Сибіру і в Норвегії. | У пегматитах; також як уламковий мінерал.                                                                                                   |
| Бранерит (U, Ca, Ce) (Ti, Fe)2O6                                                     | Рідкі землі і торій. Руда урану.                       | США (Айдахо) | Вихідний метаміктний мінерал в уламковому матеріалі.                                                                                        |
| Брукіт TiO2                                                                          | Титан.                                                 | Урал, Бразилія, США (Північна Кароліна) | В жилах альпійського типу, ґнейсах, сланцях, а також у розсипах.                                                                            |
| Вольфраміт (Fe, Mn)WO4                                                               | Вольфрам                                               | Малайзія, Болівія, Нігерія. В Україні є в межах Українського щита. | Алювіальні відкладення, що утворилися за рахунок кварцових жил.                                                                             |
| Гадолініт TR2Fe2Be2Si2O10                                                            | Рідкісні землі                                         | Швеція, Норвегія, Бавено (Італія), Льяно (шт. Техас, США). | Гранітні породи і пегматити; як уламковий мінерал.                                                                                          |
| Гематит Fe2O3                                                                        | Залізна руда.                                          | Широко розповсюджений. В Україні є в Криворізькому залізорудному басейні. | Мінерал скарнових і часто гідротермальних родовищ. У вигляді спекуляриту, жовен.                                                            |
| Гранати — силікати Fe, Mg, Мn, Са, Сг, Al (іноді присутній Ge)                       | Абразиви, дорогоцінні камені                           | ПАР, Італія, Фінляндія, Шрі-Ланка, Індія, Бразилія, Південна Гренландія, Росія (Урал), США (Айдахо й Аризона); Австралія. В Україні є на Закарпатті та на Українському щиті. | Широко розповсюджений у магматичних і метаморфічних породах; як уламковий мінерал.                                                          |
| Золото Аu                                                                            | Золото                                                 | ПАР, Гана, Нігерія, Австралія, Росія (Урал), Бразилія, Колумбія, США (Аляска, Каліфорнія, Колорадо, Монтана, Вайомінг, Айдахо), Узбекистан. | Розсипи в областях розвитку гранітних порід і кварцових жил. Жили гідротермального походження.                                              |
| Ільменіт (Fe, Mg, Mn)TiO3                                                            | Титан                                                  | Широко розповсюджений; Шрі-Ланка, Колумбія, Нігерія, Нова Зеландія, Австралія, США, Росія, Норвегія, Швеція, Фінляндія, ПАР. | Мінерал пневматолітового, пегматитового і гідротермального походження.                                                                      |
| Іридосмін (включаючи осмірид) Os, Ir і Ru.                                           | Метали групи платини. Джерело осмію, іридію і рутенію. | Австралія (Новий Південний Уельс), США (північ Каліфорнії, південь Орегону), Росія (Урал), Трансвааль (ПАР), Британська Колумбія (Канада), о. Калімантан, Нова Ґвінея, Тасманія. | Зустрічаються в ультраосновних породах в асоціації з платиною самородною, хромшпінелідами, сульфідами міді, зрідка в кварцових жилах.       |
| Каситерит, SnO2. Домішки: Fe2O3, Ta2O5, Nb2O5, TiO2.                                 | Олово                                                  | Бразилія, Малайзія, Таїланд, М'янма, Австралія (Новий Південний Уельс і Тасманія), Нігерія, Болівія, Танзанія, Уганда. Є на Українському щиті. | Зустрічається в пегматитах, пневматолітах, гідротермальних і кислих вивержених породах та утворює розсипні родовища.                        |
| Кварц, SiO2                                                                          | Кремнезем, дорогоцінні камені                          | Широко розповсюджений | Уламкові відкладення, утворені за рахунок порід, багатих на кремнезем.                                                                      |
| Кіаніт (дистен) Al2O[SiO4].                                                          | Високоглиноземисті вогнетриви, дорогоцінні камені      | Шрі-Ланка, Бразилія, США (Вірджинія, Південна Кароліна), Індіїя, Зімбабве, Китай та Іспаніїя. | Акцесорний мінерал у гнейсах і кристалічних сланцях; уламковий мінерал у пісках пляжів.                                                     |
| Кіновар HgS                                                                          | Ртуть                                                  | Альмаден (Іспанія); Авала (Ідрія), ФРН (Баварія), Суринам, Микитівське родовище (Україна, Донбас) | Рідкісна. Може зустрічатися у вигляді уламкового мінералу поблизу порід вулканічного походження                                             |
| Колумбіт (Fe, Mn) (Nb, Ta)2O6 і танталіт (Fe, Mn)Ta2O6                               | Ніобій і тантал                                        | США (Айдахо), Західна Австралія, Нігерія, Росія (Південний Урал), Конго, Намібія | Гравій і галька гранітів і пегматитів серед уламкових мінералів                                                                             |
| Корунд Al2O2                                                                         | Абразиви (корунд), дорогоцінні камені (рубін і сапфір) | Шрі-Ланка, М'янма, Зімбабве, Мадагаскар, США (Монтана), Канада (Квебек), Колумбія, Бразилія . | Магматичні і метаморфічні породи; як уламкові мінерали                                                                                      |
| Ксенотим YPO4 і рідкісні землі                                                       | Ітрій і рідкісні землі, важкі лантаноїди, уран         | США, Бразилія, Норвегія, Швеція, Малайзія. | Уламкові мінерали, що утворилися за рахунок гранітів, пегматитів і гнейсів                                                                  |
| Магнетит Fe3O4                                                                       | Залізо                                                 | Україна, РФ, Канада, Бразилія, Венесуела, США, Швеція, Норвегія | Широко розповсюджений у великих кількостях                                                                                                  |
| Монацит (Се, La, Y, Th)PO4                                                           | Рідкісні землі і торій                                 | Австралія, Індія, Тайвань, Бразилія, Колумбія, Шрі-Ланка, Нігерія, Велика Британія, Індонезія, США | Як правило, в розсипах |
| Паладій Pd, зазвичай в сплаві з Pt і Ir                                              | Метали групи платини                                   | Гаяна, Аляска, Колумбія, Ефіопія, РФ (Урал) | Піщані відкладення, утворені за рахунок ультраосновних порід                                                                                |
| Пірохлор (Na, Ca) Nb2O6F і мікроліт (Na, Ca)2Ta2O6(O, OН, F)                         | Ніобій і тантал                                        | Бразилія, Канада, ФРН, Швеція, Норвегія, РФ, Танзанія, Уганда, Зімбабве. | Зустрічаються в граніт-пегматитах, у лужних і нефелінових сієнітах                                                                          |
| Платина Pt з іншими елементами групи платини і Fe                                    | Метали групи платини                                   | РФ (Урал), ПАР, Колумбія, США (Орегон, Каліфорнія, Аляска), Японія, Австралія (Новий Південний Уельс, Тасманія), Індонезія, Нова Гвінея | Джерелом уламкового матеріалу є основні магматичні породи                                                                                   |
| Польові шпати — силікати K, Na, Ca, A1                                               | Керамічна сировина                                     | Можуть накопичуватися при формуванні кварцових пісків | Поширені в більшості порід і розсипів |
| Рутил TiO2                                                                           | Титан, дорогоцінні камені                              | Австрія, Італія, Швейцарія, Франція, Норвегія, Південна Австралія, Бразилія, Індія, Сенегал, ПАР, США | Зустрічається як акцесорний мінерал в магматичних породах; уламковий мінерал у пісках пляжів                                                |
| Самарськіт (Y, Er, Се, U, Ca, Fe, Pb, Th)(Nb, Та, Ti, Sn)2O6                         | Лантаноїди, актиноїди, ніобати і танталати             | | Звичайним джерелом уламкового матеріалу є граніт-пегматити, гранітоїди                                                                      |
| Срібло Ag                                                                            | Срібло                                                 | Іноді з золотом у золотоносних розсипах | Розсипи в областях розвитку гранітних порід і кварцових жил                                                                                 |
| Силіманіт Al2SiO5                                                                    | високо глиноземмисті вогнемриви, дорогоцінні камені    | Шрі-Ланка, Бразилія, США (Вірджинія і Південна Кароліна) | Акцесорний мінерал у гнейсах і кристалічних сланцях; уламковий мінерал у пісках пляжів                                                      |
| Слюди — силікати Li, Mg, Fe, K, Na, Ca, Al                                           | Слюдяний дріб'язок                                     | | Широко розповсюджені у великих кількостях; легкі уламкові мінерали                                                                          |
| Сфен (титаніт) CaTiSiO5                                                              | Титан, прозорі різновиди — напівкоштовні камені        | Росія, Швейцарія, Італія (Альпи), США (штати Мен, Массачусетс, Нью-Йорк), (Урал, Республіка Саха). | Широко розповсюджений як акцесорний мінерал в магматичних породах; звичайний уламковий мінерал                                              |
| Тапіоліт FeTa2O6 і мосит Fe(Nb, Та)2O6                                               | Ніобій і тантал                                        | Івеланд (Норвегія), Радіум-Гілл (Оларі, Півд. Австралія). | Зустрічаються у вигляді уламкових мінералів у районах розвитку граніт-пегматитів                                                            |
| Топаз Al2SiO4(F, OН)2                                                                | Дорогоцінні камені                                     | США (Каліфорнія, Техас), РФ (Урал), Японія, Бразилія, Шрі-Ланка, Австралія, Гана, Україна, о.[Мадагаскар Мадагаскар] | За рахунок висококременистих порід |
| Торіаніт ThO2 з U                                                                    | Торій і уран'                                          | Шрі-Ланка, Мадагаскар | За рахунок граніт-пегматитів |
| Торит ThSiO4                                                                         | Торій                                                  | США (Айдахо), Норвегія, Конго | Зустрічається у вигляді уламкового мінералу в областях з торієвою мінералізацією. Розсипи.                                                  |
| Уранініт UO2                                                                         | Уран                                                   | Канада, Австралія, Німеччина, ПАР, США | Зустрічається у вигляді уламкового мінералу в районах розвитку граніт-пегматитів.                                                           |
| Фенакіт Be2SiO4                                                                      | Берилій                                                | Бразилія, РФ (Урал), Норвегія, Намібія, Зімбабве | Виявлений у районах розвитку гранітних порід або кристалічних сланців                                                                       |
| Фергусоніт (Y, Er, Ce, Fe)(Nb, Та, Ti)O4 і форманіт (U, Zr, Th, Ca)(Ta, Nb, Ti)O4    | Рідкісні землі, торій і ніобій-тантал                  | Шрі-Ланка, Свазіленд, ПАР, Зімбабве, Західна Австралія, США (Північна Кароліна) | Зустрічаються у вигляді уламкових мінералів у районах розвитку гранітів і пегматитів                                                        |
| Хроміт FeCr2O4, у невеликих кількостях Mg і Al                                       | Хром                                                   | США (Каліфорнія, Орегон), Японія, Зімбабве, Туреччина, ПАР, Фінляндія, Казахстан, Куба, Албанія, Філіппіни, Зімбабве, Індія | Перидотити і серпентиніти; руслові і пляжні розсипи                                                                                         |
| Циркеліт (Ca, Ce, Y,Fe) ×(Ti, Zr, Th)O7                                              | Актиноїди, лантаноїди і цирконій                       | Шрі-Ланка і Бразилія, Росія, Канада, Казахстан, Норвегія, ПАР, Велика Британія, США | Дрібні ізометричні кристали |
| Циркон ZrSiO4 з HfO2                                                                 | Цирконій, гафній                                       | США (Флорида, Джорджия), Австралія, Бразилія, Таїланд, Малайзія, Україна, Південна Норвегія (Гітере, Крагере, Телемаркен), на островах Цейлон і Мадагаскар | Звичайний акцесорний мінерал у магматичних і метаморфічних породах, широко розповсюджений у вигляді уламкового мінералу                     |
| Циртоліт (циркон) ZrSiO4 з U, Th, Y                                                  | Цирконій і рідкісні землі                              | Зруйновані циркони, складені з окису кремнію і окису циркону | Магматичні породи, вапняки і метаморфічні породи                                                                                            |
| Шеєліт CaWO4                                                                         | Вольфрам                                               | Канада (Північно-західні території), Нова Зеландія, Китай (Сичуань), Південна Корея, Велика Британія, РФ (Урал, Чукотка, Забайкалля, Кавказ), Таджикистан, Намібія, Австрія, Бразилія (Мінас-Жерайс), Болівія, Перу, Мексика, США (Невада, Каліфорнія, Аризона), Іспанія, Італія, Франція, Австралія. | Джерелом уламкового матеріалу є кристалічні магматичні породи, часто в приконтактовій зоні                                                  |
| Евксеніт (Y, Ca, Ce, U, Th)(Nb, Та, Tl)2О6 і полікраз (близький до евксеніту)        | Рідкі землі, уран, ніобій і тантал                     | США (Айдахо, Монтана), Норвегія, Гренландія, Мадагаскар | Пов'язані з пегматитами і гранітними породами; у розсипах                                                                                   |
| Ешиніт (Се, Ca, Fe, Th)(Ti, Nb)2О6 і ешиніт іртіїстий (Y, Er, Ca, Fe, Th)(Ti, Nb)2O6 | Рідкісні землі, торій і ніобій                         | Росія, Свазіленд | Нефелінові сієніти, пегматити і граніти; у вигляді уламкових мінералів                                                                      |

## Найбільші родовища
Найбільші родовища — Лаахерськ (Ейфель, ФРН), Дорп (ПАР), Анцибаре (Мадагаскар), прибережні розсипи Індії, Бразилії, Австралії, західного узбережжя Шрі-Ланки, півострів Флорида, США. В Україні є в Приазов'ї. Такі родовища спостерігаються і на півдні Донецької області. «Чорні піски» в районі Маріуполя в основному дислокуються на пляжах селища Піщаний. Радіаційний фон в цих зонах іноді досягає 180 мікрорентген на годину (за норми не вище 30).

## Розробка
Ще в XIX ст. з чорних пісків тихоокеанських пляжів США добували золото, платину. На початку XX ст. чорні піски стали розробляти в Бразилії, потім в Індії, пізніше в Австралії і ряді ін. країн. 
В Україні чорні піски спостерігаються на деяких ділянках узбережжя Азовського моря. Зокрема, на Донецькому ХМЗ (смт Донське, Волноваський район, Донецька область) флуорцирконат калію частково вироблявся з так званого «бердянського» концентрату з вмістом діоксиду цирконію 44–46 %, який отримували при збагаченні прибережних морських пісків Азовського моря.